# Бернс (Вайомінг)
Бернс (англ. Burns) — місто (англ. town) в США, в окрузі Ларамі штату Вайомінг. Населення — 356 осіб (2020).

## Географія
Бернс розташований за координатами 41°11′27″ пн. ш. 104°21′33″ зх. д. / 41.19083° пн. ш. 104.35917° зх. д. (41.190871, -104.359035).  За даними Бюро перепису населення США в 2010 році місто мало площу 7,91 км², уся площа — суходіл.

## Демографія
Згідно з переписом 2010 року, у місті мешкала 301 особа в 118 домогосподарствах у складі 83 родин. Густота населення становила 38 осіб/км².  Було 138 помешкань (17/км²).
Расовий склад населення:
| - 94,7 % — білих - 1,3 % — корінних американців - 1,0 % — чорних або афроамериканців - 1,0 % — осіб інших рас |

До двох чи більше рас належало 2,0 %. Частка іспаномовних становила 3,7 % від усіх жителів.
За віковим діапазоном населення розподілялося таким чином: 26,9 % — особи молодші 18 років, 54,5 % — особи у віці 18—64 років, 18,6 % — особи у віці 65 років та старші. Медіана віку мешканця становила 41,6 року. На 100 осіб жіночої статі у місті припадало 90,5 чоловіків;  на 100 жінок у віці від 18 років та старших — 88,0 чоловіків також старших 18 років.
Середній дохід на одне домашнє господарство  становив 53 215 доларів США (медіана — 46 667), а середній дохід на одну сім'ю — 61 035 доларів (медіана — 60 313). За межею бідності перебувало 13,3 % осіб, у тому числі 26,3 % дітей у віці до 18 років та 0,0 % осіб у віці 65 років та старших.
Цивільне працевлаштоване населення становило 117 осіб. Основні галузі зайнятості: транспорт — 20,5 %, роздрібна торгівля — 15,4 %, публічна адміністрація — 12,8 %, освіта, охорона здоров'я та соціальна допомога — 12,8 %.
За даними перепису 2000 року,
на території муніципалітету мешкало 285 людей, було 112 садиб та 76 сімей.
Густота населення становила 36,0 осіб/км². Було 117 житлових будинків.
З 112 садиб у 35,7% проживали діти до 18 років, подружніх пар, що мешкали разом, було 58,0 %,
садиб, у яких господиня не мала чоловіка — 6,3 %, садиб без сім'ї — 32,1 %.
Власники 25,0 % садиб мали вік, що перевищував 65 років, а в 12,5 % садиб принаймні одна людина була старшою за 65 років.
Кількість людей у середньому на садибу становила 2,54, а в середньому на родину 3,13.
Середній річний дохід на садибу становив 31 875 доларів США, а на родину — 33 333 доларів США.
Чоловіки мали дохід 23 929 доларів, жінки — 19 286 доларів.
Дохід на душу населення був 15 460 доларів.
Приблизно 7,3 % родин та 14,7 % населення жили за межею бідності.
Серед них осіб до 18 років було 26 % і понад 65 років — 12,8 %.